# Jamestown (film)
Pour les articles homonymes, voir Jamestown.
Pour plus de détails, voir Fiche technique et Distribution.
Jamestown est un film américain réalisé par Edwin L. Hollywood, sorti en 1923. 
Ce film muet en noir et blanc met en scène les fondateurs du premier établissement anglais permanent en Amérique du Nord, à Jamestown, en Virginie. Le film a été tourné à Brooklyn, l'un des cinq arrondissements de la ville de New York.

## Synopsis
La fondation de la première colonie anglaise permanente du Nouveau Monde, au début du XVIIe siècle, et les nombreux problèmes auxquels sont confrontés les colons.

## Fiche technique
- Titre original : Jamestown
- Réalisation : Edwin L. Hollywood
- Scénario : Roswell Dague, d'après une nouvelle de la romancière américaine Mary Johnston (en) intitulée Pioneers of the Old South (1903)
- Société de production : Chronicles of America Pictures
- Société de distribution : Pathé Exchange
- Pays d'origine :  États-Unis
- Langue : anglais
- Format : Noir et blanc – 1,33:1 – 35 mm – Muet
- Genre : film historique
- Longueur de pellicule : 1 200 m (4 bobines)
- Année : 1923
- Date de sortie :
  - États-Unis : 4 novembre 1923
- Autres titres connus :
  - États-Unis : Chronicles of America #2: Jamestown

## Distribution
- Robert Gaillard :	Sir Thomas Dale (en)
- Dolores Cassinelli : Pocahontas
- Harry Kendall : Capitaine George Yeardley (en)
- Leslie Stowe : le révérend Richard Buck (en)
- Paul McAllister : Don Diego de Molina
- Leslie Austin : John Rolfe
- Brian Donlevy